# Dźawato (gmina Bogdanci)
Dźawato (maced. Ѓавато) – wieś w południowo-wschodniej Macedonii Północnej, w gminie Bogdanci.